# Општина Љубно
Општина Љубно (словен. Ljubno) је једна од општина Савињске регије у држави Словенији. Седиште општине је градић Љубно об Савињи.

## Природне одлике
Рељеф: Општина Љубно налази се у северном делу Словеније, у крајње југозападном делу покрајине Штајерска. Средишњи део општине је долина реке Савиње у горњем делу њеног тока. Изнад долине уздижу се брда и планине Савињских Алпа.
Клима: У нижем делу општине влада умерено континентална клима, а у вишем њена оштрија, планинска варијанта.
Воде: Најважнији водоток у општини је река Савиња. Сви остали водотоци су мали и њене су притоке.

## Становништво
Општина Љубно је ретко насељена.

## Насеља општине
| - Јување - Љубно об Савињи - Мелише - Оконина - Планина | - Примож при Љубнем - Радмирје - Савина - Тер |  |